# 스페인 레알

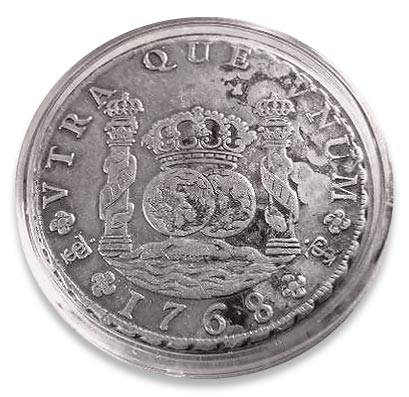
1768년 포토시 조폐창 발행 8레알 은화

스페인 레알(스페인어: Real español)은 14세기 중반부터 몇 세기에 걸쳐 쓰인 스페인의 통화 단위이다. 1864년에 에스쿠도가 레알을 대체했으며, 1868년에는 페세타가 에스쿠도를 대체했다.

## 역사

### 초기

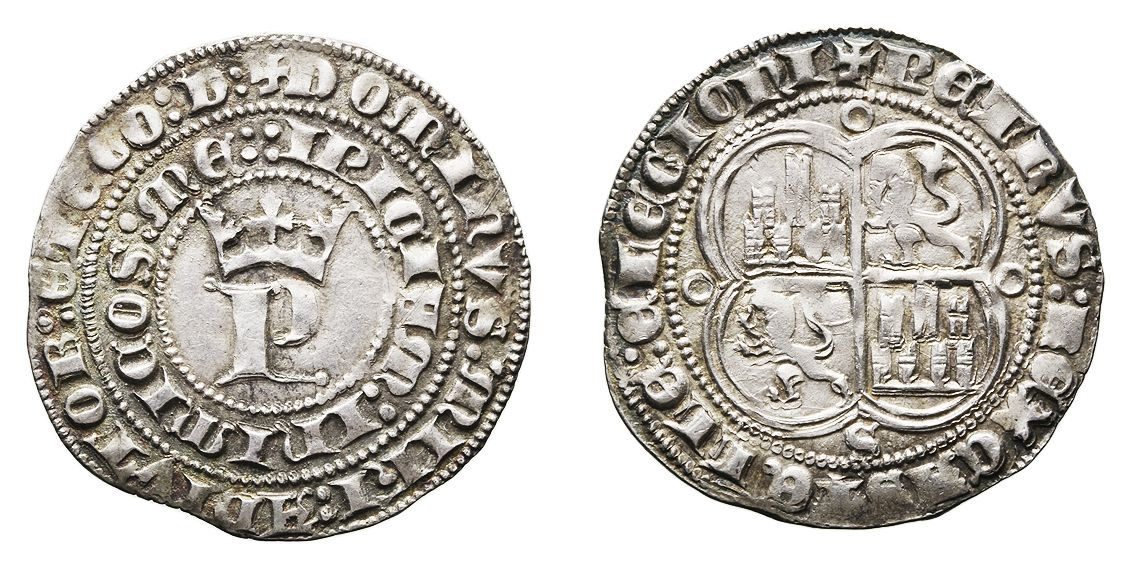
카스티야 국왕 페드로 시기 세비야 발행 레알 은화

14세기 중엽 카스티야 국왕 페드로가 3마라베디만큼의 가치를 지닌 레알을 발행한 것이 시초이다. 1497년에 레알의 가치는 34마라베디가 됐으며, 같은 시기에 무역은으로 8레알만큼의 가치를 지닌 스페인 달러가 발행됐다. 그 밖에도 ½, 1, 2, 4레알 동전들이 발행됐다. 1566년에는 16레알만큼의 가치를 지닌 에스쿠도 금화가 발행됐다.

### 17세기
1642년에 스페인 식민지 레알(real de plata)과 은동 레알(real de vellón)이 발행됐으며, 2은동 레알이 1스페인 식민지 레알만큼의 가치를 가졌다. 스페인 식민지 레알의 가치는 68마라베디였으며, 16스페인 식민지 레알은 1에스쿠도 금화의 가치를 지녔다. 은동 레알은 스페인 제국 본토 전용으로 쓰였으며 식민지에서는 잘 유통되지 않았다.

### 18세기

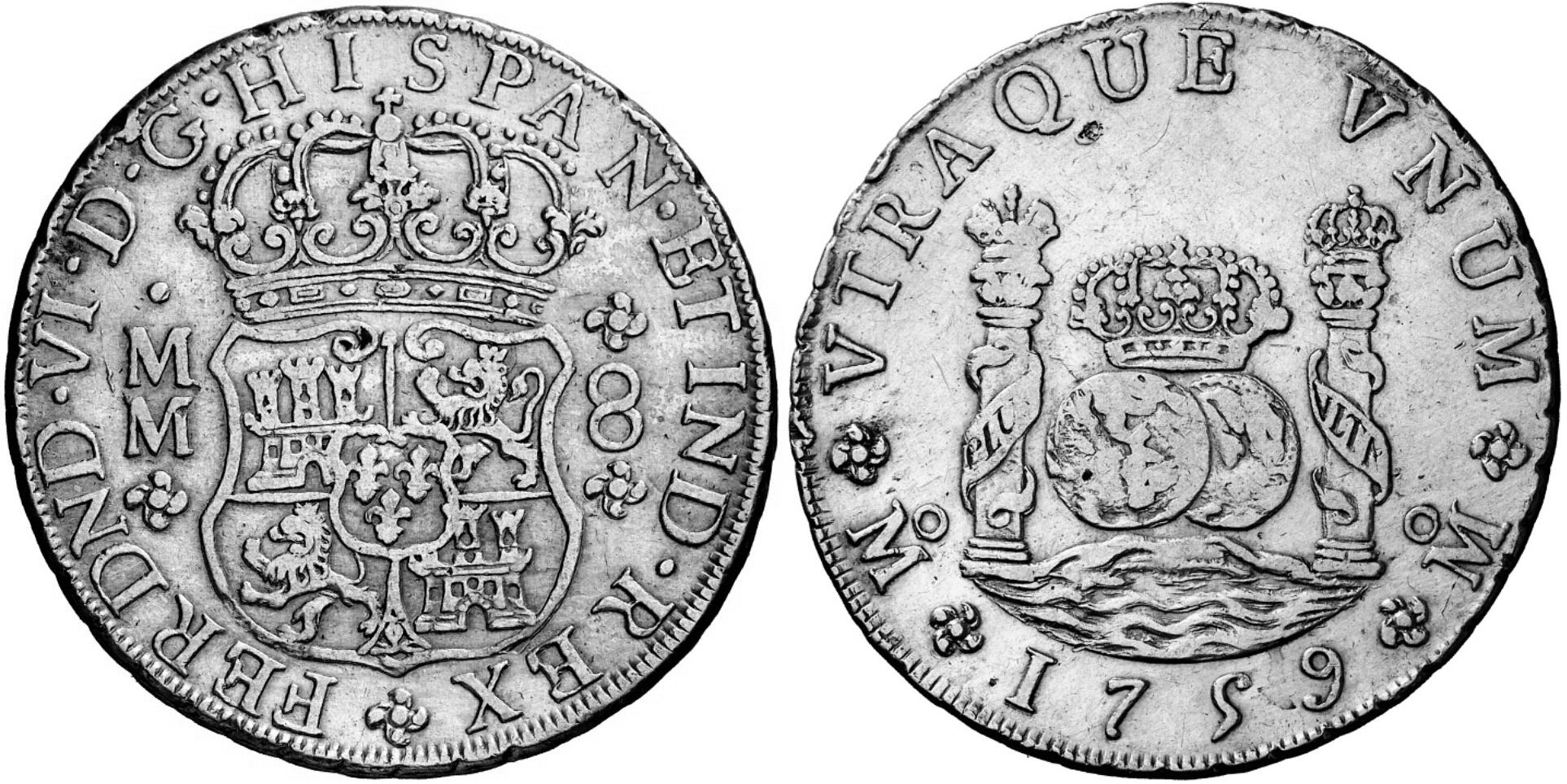
페르난도 6세 시기 멕시코 발행 8레알 은화

1737년 강력한 스페인 식민지 레알(real de plata fuerte)이 발행됐으며 2½은동 레알 또는 85마라베디의 가치를 지녔다. 이 강력한 스페인 식민지 레알이 스페인 레알의 기준이었으며 19세기 초반까지 발행됐다. 에스쿠도 금화는 16강력한 스페인 식민지 레알만큼의 가치를 지녔다.
동전으로는 1, 2, 4, 8마라베디 동전과 ½, 1, 2, 4, 8레알 은화, ½, 1, 2, 4, 8에스쿠도 금화가 있었다.

### 19세기
1808년 은동 레알로 액면이 표시된 ½, 1, 2, 4, 8레알 동전들이 발행됐으며 십진법 통화가 도입되기 전까지 강력한 스페인 식민지 레알 및 에스쿠도와 함께 유통됐다. 스페인 식민지 레알 동전들은 1837년까지 발행됐으며, 마라베디 동전들은 1850년까지 발행됐다. 스페인 국왕 호세 1세는 레알과 은동 레알을 기초로 하는 복수 통화 체제를 도입해 동전을 발행할 것을 지시했고, 가치 또한 서로 달랐다. 마라베디와 레알, 은동 레알, 에스쿠도의 교환비는 다음 표와 같다.
| 교환비     | 교환비     |
| 레알       | 은동 레알  |
| 8 에스쿠도 | 320 레알   |
| 4 에스쿠도 | 160 레알   |
| 2 에스쿠도 | 80 레알    |
| 8 레알     | 20 레알    |
| 4 레알     | 10 레알    |
| 2 레알     | 5 레알     |
| 1 레알     | 2½ 레알    |
| 1/2 레알   | 1¼ 레알    |
| 8 마라베디 | 8 마라베디 |
| 4 마라베디 | 4 마라베디 |
| 2 마라베디 | 2 마라베디 |
| 1 마라베디 | 1 마라베디 |
| ---------- | ---------- |

1850년 은동 레알이 스페인 최초의 십진법 통화의 주요 단위로 채택되며 레알의 기준이 됐다. 1864년에 10레알의 가치를 갖는 새 에스쿠도가 도입되면서 레알을 대체했고, 1868년에는 페세타가 0.4에스쿠도 및 4레알만큼의 가치로 에스쿠도를 대체했다.

## 같이 보기
- 스페인 달러
- 스페인 페세타